# Léopold Lévy
Ne doit pas être confondu avec Henri-Léopold Lévy.
Pour les personnes ayant le même patronyme, voir Lévy.
Léopold Lévy, connu sous le pseudonyme de Léopold-Lévy, est un peintre et graveur français né le 5 septembre 1882 à Paris et mort le 12 décembre 1966 au Kremlin-Bicêtre. 

## Biographie
Léopold Lévy naît à Paris le 5 septembre 1882.
Il échoue au concours d'entrée aux Beaux-Arts de Paris, mais fréquente régulièrement le musée du Louvre et est l'ami de Charles Edmond Kayser, André Derain et Henri Vergé-Sarrat. 
Sous le nom d'artiste de Léopold-Lévy, il est l'auteur de nombreuses eaux-fortes et participe à l'album gravé des peintres et graveurs indépendants édité par Albert Morancé en 1925. 
Son édition du poème De la nature (De rerum natura) de Lucrèce (Paris, 1934), illustrée de 41 eaux-fortes originales, est reconnue comme l'un des plus beaux livres d'artiste.
De 1936 à 1949, il travaille à Istambul où il dirige le département peinture de l'École des beaux-arts. De cette période, il rapporte des paysages et des portraits peints.
Léopold Lévy meurt le 12 décembre 1966 au Kremlin-Bicêtre.